# Relaciones Belice-Reino Unido
Las relaciones entre Belice y el Reino Unido son las relaciones exteriores entre las naciones de Belice y el Reino Unido. El jefe de Estado es el rey Carlos III del Reino Unido, que ostenta el título de rey de Belice. Ambas naciones son miembros de la Mancomunidad de Naciones y la Organización de las Naciones Unidas.

## Historia

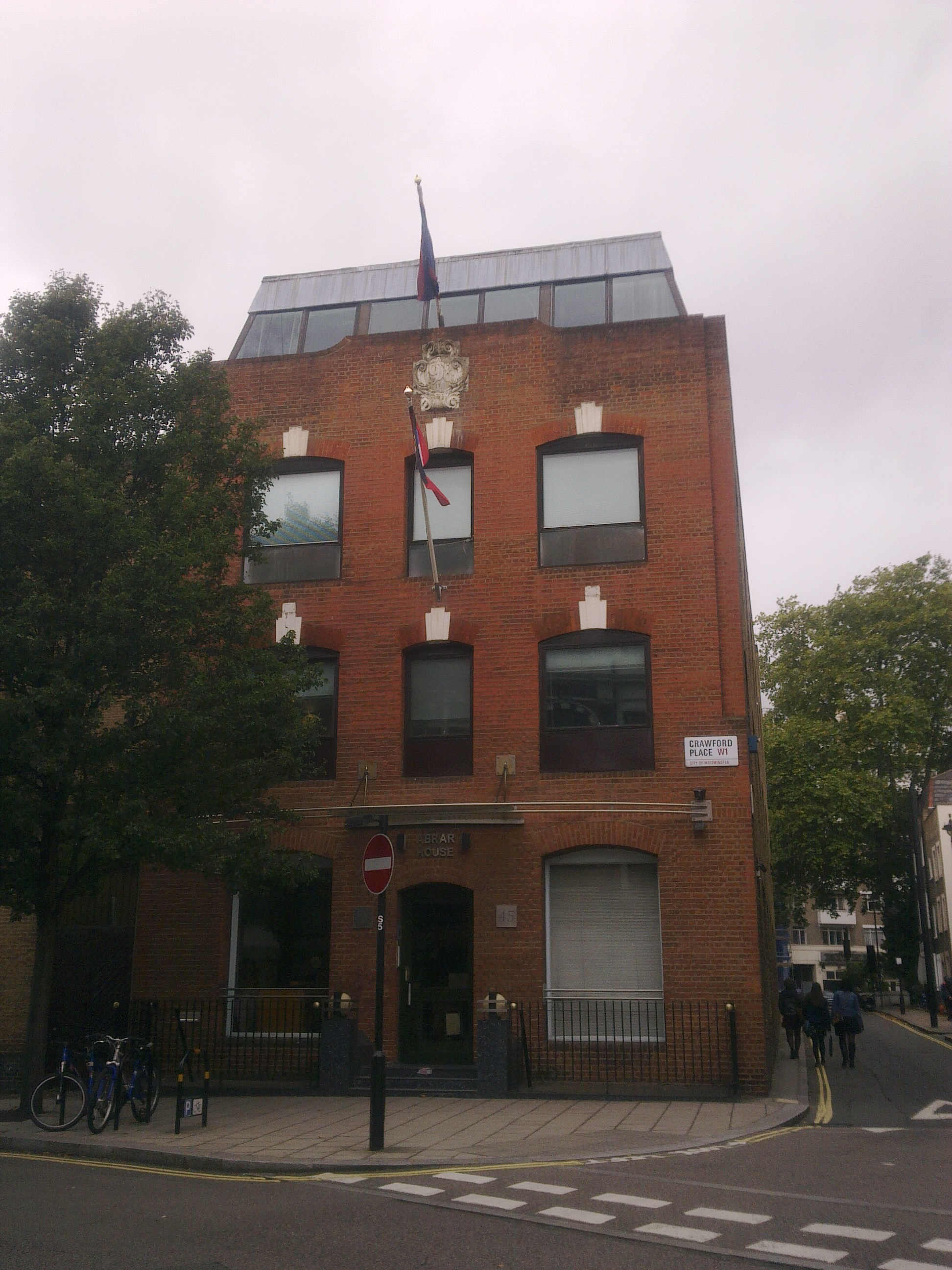
Alta Comisión de Belice en Londres

A Belice se le concedió la independencia del Reino Unido en 1981. Anteriormente conocida como Honduras Británica, los británicos mantuvieron una guarnición en Belice hasta bien entrada la década de 1990, hasta que Guatemala, que siempre ha reclamado la soberanía del país, firmó un tratado reconociendo la independencia de Belice. El Reino Unido mantiene un centro de entrenamiento para el ejército británico en Belice.
La reina Isabel II ha visitado Belice en dos ocasiones. La primera vez fue en octubre de 1985 y la segunda en febrero de 1994. El 3 de marzo de 2012, el Príncipe Harry visitó Belice en una gira por países de la Mancomunidad de Naciones en la región como representante de la Reina en su Jubileo de Diamante, haciendo de esta su primera gira real en solitario. Allí renombró Zennia Boulevard (también conocido como Cohune Walk Boulevard) en la capital a "Su Majestad la Reina Isabel II Boulevard", en honor a su abuela.

## Misiones diplomáticas residentes
- Belice tiene una alta comisión en Londres.[3]
- Reino Unido tiene una alta comisión en Belmopán.[4]